# Xylopia malayana
Xylopia malayana är en kirimojaväxtart som beskrevs av Joseph Dalton Hooker och Thomas Thomson. Xylopia malayana ingår i släktet Xylopia och familjen kirimojaväxter.

## Underarter
Arten delas in i följande underarter:
- X. m. macrocarpa
- X. m. obscura